# Gyrinus substriatus
Espèce
Gyrinus substriatus (en langue vernaculaire, le gyrin commun) est une petite espèce d'insectes coléoptères de la famille des Gyrinidae très commune en France, en Suisse et en Belgique que l'on trouve à la surface des mares et des étangs au printemps et en été. Elle ne doit pas être confondue avec l'espèce voisine Gyrinus natator qui est plus nordique.

## Description
Son épithète substriatus se rapporte à ses élytres peu striés. Ce petit coléoptère de forme ovale mesure de 5 à 7 millimètres. Son prothorax est court et s'élargit vers l'abdomen pour en épouser la largeur. Ses antennes trapues sont atrophiées, ainsi que les deux paires de pattes postérieures qui sont profilées pour la nage. Elles sont recouvertes d'une pilosité sensorielle qui se déploie pour prendre appui sur l'eau lors de la propulsion et se replie lorsque l'insecte replie ses pattes le long du corps. La paire de pattes antérieures est terminée par deux griffes qui servent à agripper ses proies.
Le gyrin commun flotte grâce à la tension créée par une sécrétion huileuse aromatique. Mort, le gyrin commun coule. Dérangés, ils tournent sur eux-mêmes sans jamais se percuter à la vitesse de 50 centimètres par seconde dans tous les sens, puis ils plongent pour se tenir sur des plantes immergées et réapparaissent quelques minutes plus tard pour poursuivre leur chasse à la surface de l'eau.

## Écologie
Le gyrin commun se nourrit au printemps et en été de petits insectes à la surface de l'eau qu'il repère grâce à ses antennes. Il passe la mauvaise saison caché sous des pierres ou de la végétation des berges. À la période des accouplements, il s'envole vers d'autres points d'eau.
La femelle pond une trentaine d'œufs sur des débris flottants. Les larves grandissent au fond de l'eau. Elles se nymphosent un mois plus tard après avoir tissé un cocon.

## Distribution
Cette espèce est originaire d'Europe et du Proche Orient. On la rencontre fréquemment en Espagne et au Portugal, en France, en Suisse et en Italie, en Belgique, en Allemagne et en Autriche, aux Pays-Bas, en Pologne, en Biélorussie, en Estonie, en Suède, en Norvège et en Finlande et en Europe centrale en Tchéquie et en Slovaquie, en Bulgarie, en Croatie, dans la péninsule balkanique, en Grèce et en Macédoine, en Europe de l'Est en Ukraine et en Russie. On la trouve également dans les îles Britanniques et en Afrique du Nord.